# Jezernica (Blejsko jezero)
Jezernica je potok, ki odteka iz Blejskega jezera. Njen tok se začenja pri blejskem predelu Mlino, po dobrem kilometru pa se kot levi pritok izliva v Savo Bohinjko. 